# Cédric Sorhaindo
Cédric Sorhaindo (ur. 7 czerwca 1984 roku w La Trinité), urodzony na Martynice francuski piłkarz ręczny, reprezentacji Francji. Występuje w klubie FC Barcelona. Gra na pozycji obrotowego.
Jest mistrzem i wicemistrzem olimpijskim. Na igrzyskach olimpijskich w Londynie zdobył tytuł mistrza, pokonując w decydującym meczu reprezentację Szwecji 22:21. Na następnych igrzyskach w Rio de Janeiro ponieśli porażkę w finałowym spotkaniu z reprezentacją Danii 26:28. Został wyróżniony jako najlepszy obrotowy turnieju.
W dorobku posiada również cztery złote medale mistrzostw świata. Na mistrzostwach świata w 2009 roku w Chorwacji pokonali w walce o złoto reprezentację Chorwacji 24:19. Dwa lata później na terenie Szwecji obronili tytuł mistrza świata. Tym razem pokonali w finale reprezentację Danii 37:35. Na mistrzostwach świata w 2013 roku w Hiszpanii odpadli w ćwierćfinale po porażce z Chorwatami 23:30. Już na następnych zawodach w Katarze wrócili na zwycięską ścieżkę. w decydującym o złotym medalu pojedynku pokonali reprezentację gospodarzy 25:22. W 2017 roku podczas mistrzostw świata w swojej ojczyźnie okazali się najlepsi, wygrywając w finale z reprezentacją Norwegii 33:26. Dwa lata później na mistrzostwach świata w Niemczech i Danii pokonali w meczu o trzecie miejsce reprezentację Niemiec 26:26, zdobywając brązowe medale.
Posiada też dwa złote i jeden brązowy medal Mistrzostwa Europy w piłce ręcznej mężczyzn. Podczas mistrzostw Europy w Norwegii zdobyli brązowy medal po zwycięstwie nad reprezentacją Hiszpanii 36:29. Na mistrzostwach Europy w 2010 roku w Austrii powtórzyli sukces sprzed czterech lat, wygrywając z Chorwatami 25:21. W 2012 roku podczas mistrzostw Europy w Serbii odnieśli klęskę, wygrywając w fazie grupowej zaledwie jeden mecz z reprezentacją Słowenii 28:26. Na następnych zawodach w Danii ponownie sięgnęli po złoto, pokonując w finale reprezentację gospodarzy 41:32. Podczas mistrzostw Europy rozegranych w Polsce w 2016 roku wygrali w meczu o piąte miejsce Duńczyków 29:26. W 2018 roku na mistrzostwach Europy w Chorwacji zdobyli brązowy medal po zwycięstwie nad Duńczykami 32:29.

## Sukcesy

### Reprezentacyjne
Igrzyska olimpijskie:
- (Londyn 2012)
- (Rio de Janeiro 2016)

Mistrzostwa Świata:
- (Chorwacja 2009, Szwecja 2011, Katar 2015, Francja 2017)
- (Niemcy/Dania 2019)

Mistrzostwa Europy:
- (Austria 2010, Dania 2014)
- (Chorwacja 2018)

### Klubowe
Liga Mistrzów:
- (2011, 2015)
- (2013)
- (2014)

IHF Super Globe:
- (2013, 2014, 2017, 2018)
- (2015)

Mistrzostwa Francji:
- (2005)

Puchar Francji:
- (2007)
- (2008)

Mistrzostwa Hiszpanii:
- (2011, 2012, 2013, 2014, 2015, 2016, 2017, 2018)

Puchar Hiszpanii:
- (2014, 2015, 2016, 2017, 2018)
- (2012)

## Nagrody indywidualne
- Najlepszy obrotowy Letnich Igrzysk Olimpijskich 2016

## Odznaczenia
- Kawaler Legii Honorowej[9]